# Rüstəm Orucov

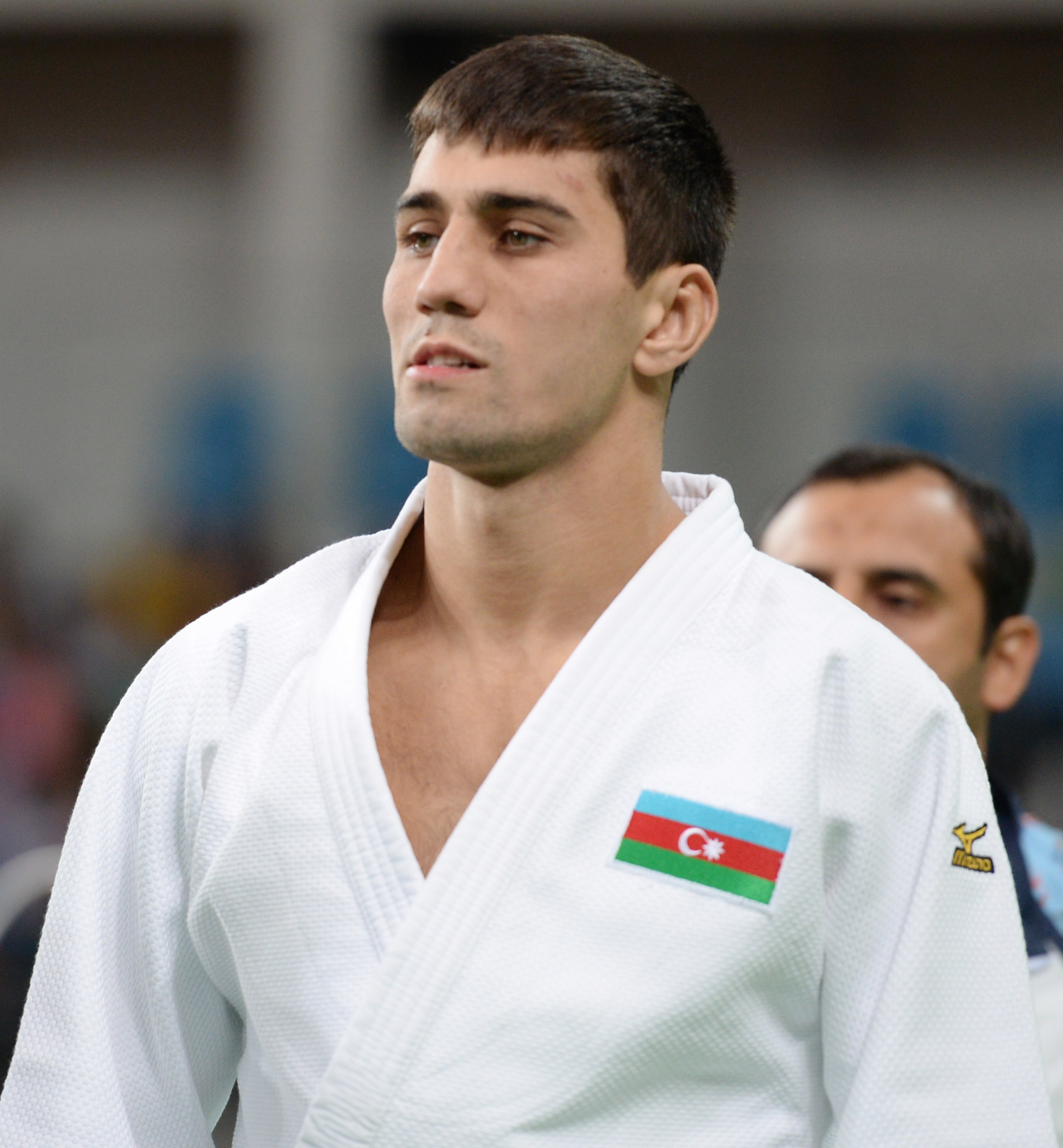
Rustam Orujov bei den Olympischen Spielen 2016

Rüstəm Fəzail oğlu Orucov oder Rustam Orujov (* 4. Oktober 1991 in Ust-Ilimsk, Russische SFSR) ist ein aserbaidschanischer Judoka. Seit 2011 tritt er im Leichtgewicht (bis 73 kg) an. 2016 gewann er die olympische Silbermedaille.

## Sportliche Karriere
Nachdem er im Juniorenbereich in niedrigeren Gewichtsklassen gekämpft hatte, belegte er 2011 beim Weltcup-Turnier in Baku den dritten Platz im Leichtgewicht. In London schied Orujev bei den Olympischen Spielen 2012 nach seiner Drittrunden-Niederlage gegen den späteren Olympiasieger Mansur Issajew aus Russland aus. Bei den Judo-Europameisterschaften 2014 in Montpellier erreichte er den fünften Platz nach Niederlagen gegen den späteren niederländischen Europameister Dex Elmont und den Slowenen Rok Drakšič. Vier Monate später belegte er bei den Judo-Weltmeisterschaften 2014 in Tscheljabinsk den siebten Platz, nachdem er zwar Dex Elmont besiegt hatte, aber im Viertelfinale gegen den späteren Weltmeister Riki Nakaya verlor.
Seine erste Medaille bei internationalen Meisterschaften gewann Orujov bei den Judo-Europameisterschaften 2016 in Kasan, als er im Finale den Georgier Lascha Schawdatuaschwili besiegte. Mit der aserbaidschanischen Mannschaft erhielt er die Bronzemedaille. Bei den Olympischen Spielen 2016 in Rio de Janeiro besiegte Orujov im Halbfinale den Israeli Sagi Muki. Im Kampf um die Goldmedaille unterlag er dem Japaner Shōhei Ōno.
Bei den Europameisterschaften 2017 in Warschau unterlag er im Viertelfinale dem Russen Musa Moguschkow, den Kampf um die Bronzemedaille gewann Orujev gegen den Ungarn Miklós Ungvári. Vier Monate später bezwang er bei den Weltmeisterschaften in Budapest im Halbfinale den Südkoreaner An Chang-rim, im Finale siegte der Japaner Soichi Hashimoto. Nach einem schwächeren Jahr 2018 erreichte Orujov bei den Im Rahmen der Europaspiele 2019 in Minsk ausgetragenen Europameisterschaften das Finale, dort unterlag er dem Schweden Tommy Macias. Bei den Weltmeisterschaften 2019 in Tokio bezwang er im Halbfinale seinen Landsmann Hidayət Heydərov, im Finale unterlag er Shōhei Ōno. 2020 gewann Orucov das Grand-Slam-Turnier in Budapest. Bei den Europameisterschaften in Prag gewann er eine Bronzemedaille.
Während der Eröffnungsfeier der Olympischen Spiele in Tokio 2020 am 23. Juli 2021 war er, gemeinsam mit der Taekwondoin Fəridə Əzizova, der Fahnenträger der aserbaidschanischen Olympiamannschaft. Im olympischen Turnier unterlag er im Viertelfinale Shōhei Ōno. Nach einem Sieg in der Hoffnungsrunde über Akil Gjakova aus dem Kosovo verlor Orucov im Kampf um eine Bronzemedaille gegen den Südkoreaner An Chang-rim.